# 终端机场天气预报
终端机场天气预报（Terminal Aerodrome Forecasts , TAF）是一种气象和航空领域报告天气预报信息的格式（尤其是航空領域），TAF信息一般用於民用機場的天氣狀況監測。在主要的民用機場，TAF一般每天更新4次，由世界協調時(UTC)00:00為第一次，後每隔6小時更新一次，並且直至下一個00:00並開始新的循環。预报有效期一般在24或30小时内，范围大约覆蓋在从机场跑道為中心的8公里之内。对于军事机场和某些特殊的民用机场，TAF會每三小时发布一次，每天總共發佈8次，时间范围則为3个小时至30个小时。
TAF使用与航空例行天氣報告(METAR)报告类似的编码準則與格式，也是其信息的补充。它们是由人工预报员在地面上准备的。因此，与提供METAR的机场相比，可提供TAF预报的机场要少得多。TAF比数字天气预报更准确，因为它们考虑到了局部的、小规模的地理环境影响。
在美国，负责发布各自地区TAF预报的天气预报员在美国国家气象局下属的122个天气预报办公室中工作。相比之下类似于TAF的趋势型预报（TTF）则由在所适用地点的人员做出。而在英国，大多数军用机场的趋势型预报在机场所在地做出，但民用机场的趋势型预报则在埃克塞特的英國氣象局总部做出。
不同国家对其天气组使用不同的变化标准。在英国，军用机场的TAFs使用颜色状态作为变化的标准之一，其民用机场使用的标准与美国相比也略有不同。

## 预报格式
一个在2008年11月5日1730UTC做出的，有效期达30小时的TAF预报例子：
```
TAF 
KXYZ 051730Z 0518/0624 31008KT 3SM -SHRA BKN020
     FM052300 30006KT 5SM -SHRA OVC030 
       PROB30 0604/0606 VRB20G35KT 1SM TSRA BKN015CB 
     FM060600 25010KT 4SM -SHRA OVC050
       TEMPO 0608/0611 2SM -SHRA OVC030  
     RMK NXT FCST BY 00Z=
```

第一行包含标识和预报有效期。
- TAF：表示以下是终端飛行場预报。
- KXYZ：表示适用于该预报的机场（ICAO机场代码）。
- 051730Z：表示该预报是在该月的5号1730 UTC（也称为Zulu时间，因此简写为Z）发布的。
- 0518/0624：表示该预报有效期从5号1800 UTC的开始，直到6号2400 UTC结束。

第一行的其余部分包含初始预报情况。表示不同天气条件会使用不同代码。
最后一行是勘误，注释和备注。
- RMK NXT FCST BY 00Z表示下一个预报将在0000 UTC发布。